# Cò lạo xám
Cò lạo xám (danh pháp hai phần: Mycteria cinerea) là một loài chim trong họ Ciconiidae.
Chúng có thể đạt độ cao 91–95 cm (36-37 inch), với chiều dài đến hai mũi cánh 43,5–50 cm (17,1-19,7 in), chiều dài của culmen 19,4-27,5 cm (7,6-10,8 inch), xương cổ chân dài 18,8-25,5 cm, đuôi dài 14,5–17 cm

## Phân bố
Loài này phân bố ở Campuchia, bán đảo Malaysia, và các đảo của Indonesia Sumatra, Java, Bali, Sumbawa, Sulawesi, và Buton.
Chúng ăn cá, động vật lưỡng cư, loài gặm nhấm.

## Hình ảnh

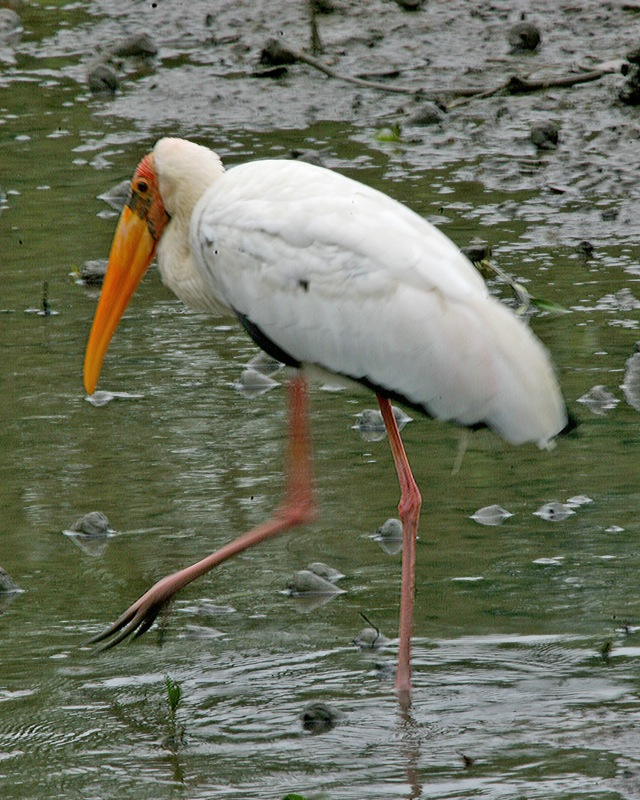
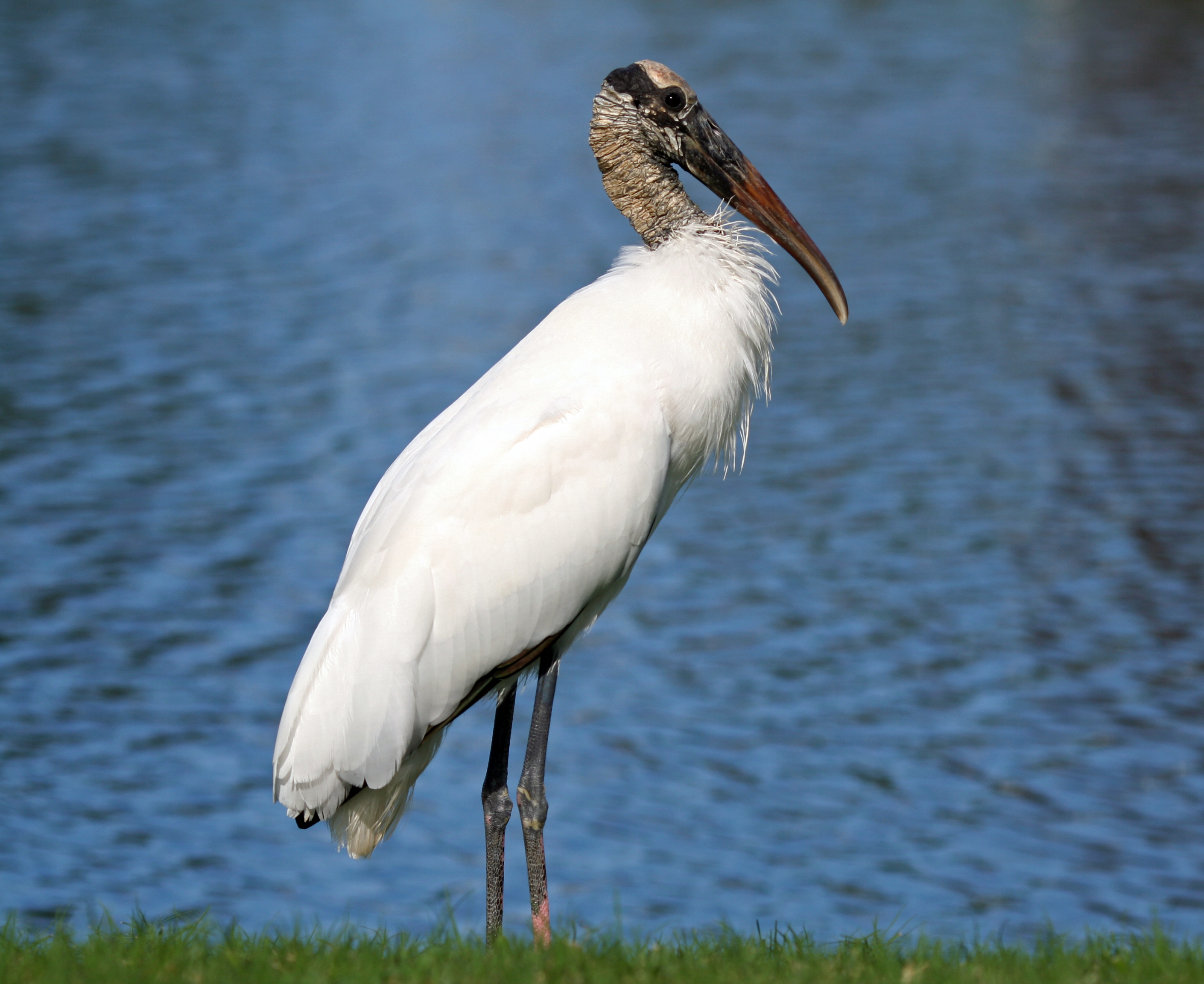
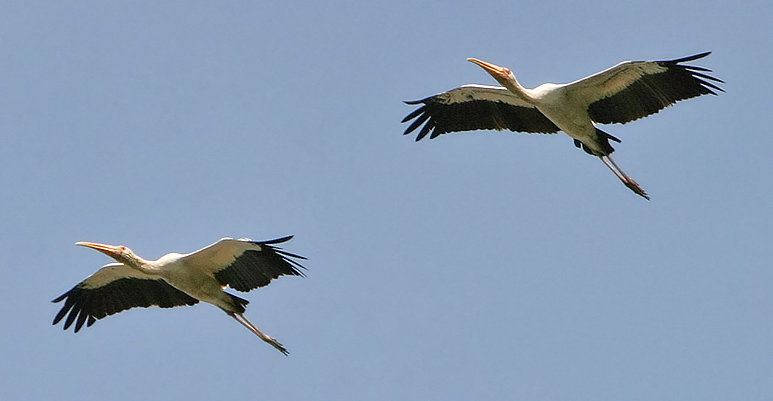
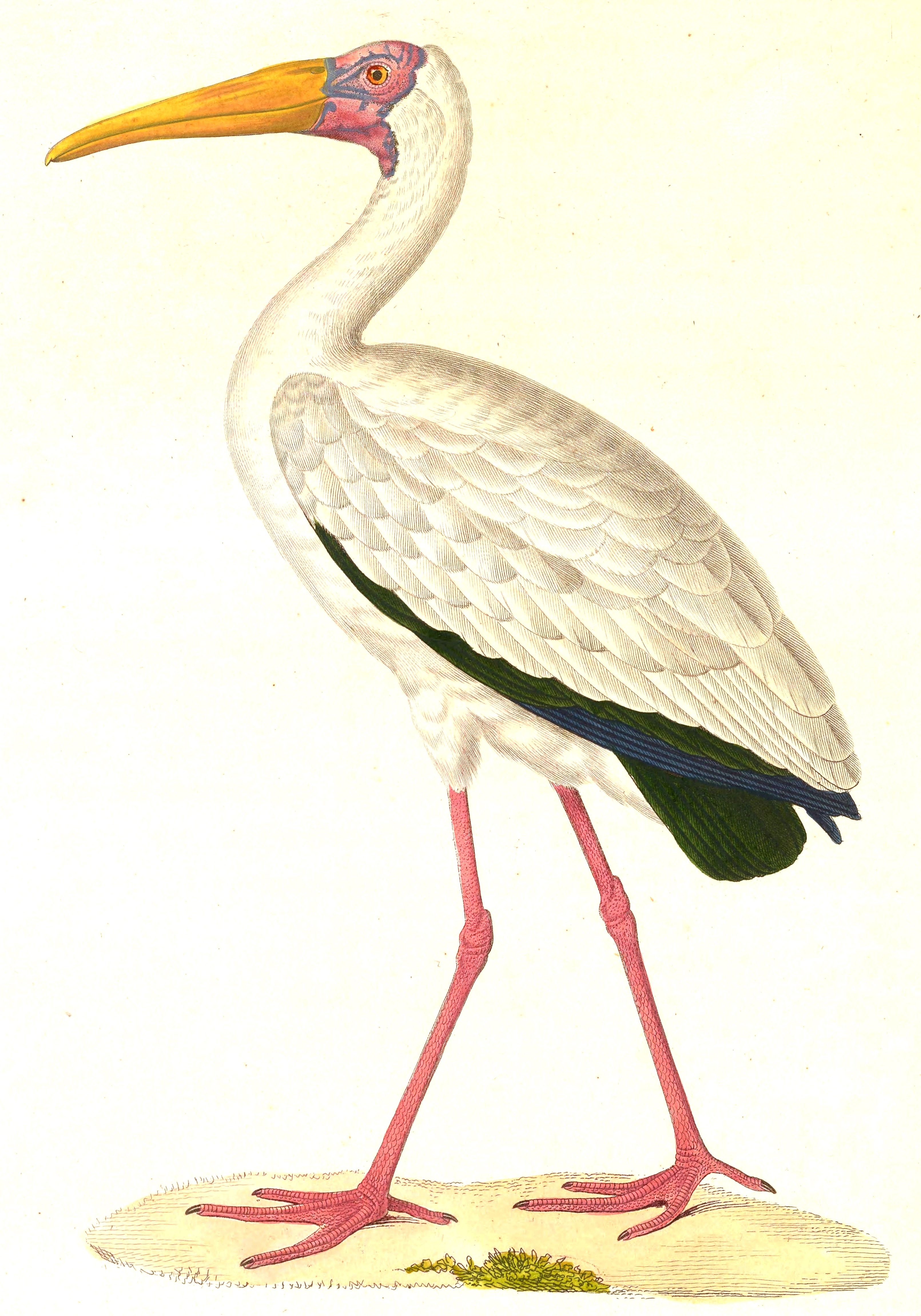